# Alimento geneticamente modificado

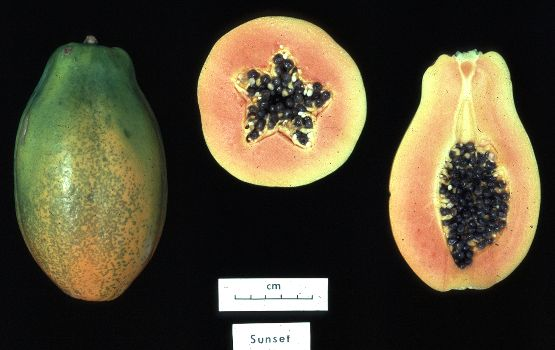
Mamão geneticamente modificado para resistir ao vírus Potyvirus.

Alimentos geneticamente modificados, alimentos transgênicos (português brasileiro) ou alimentos transgénicos (português europeu) (AGM) são alimentos produzidos com base em organismos que, através das técnicas da engenharia genética, sofreram alterações específicas no DNA. Essa técnica tem permitido a introdução de culturas agrícolas de traços diferenciados, assim como um controle sobre a estrutura genética bastante superior em relação ao que proporciona o melhoramento por mutação e a seleção artificial.
Os AGM surgiram como uma promessa de resolver o desafio da fome no mundo, de baratear os custos de produção, de reduzir o uso de agrotóxicos e de oferecer produtos de qualidade superior, ao mesmo tempo potencialmente mais nutritivos e mais resistentes a pragas. No entanto, as alegadas vantagens, se em alguns casos se mostraram reais, em outros não atenderam às expectativas ou trouxeram resultados negativos imprevistos. Ao mesmo tempo, uma série de estudos independentes tem alertado que a facilidade com que as instâncias governamentais de alguns países como o Brasil e os Estados Unidos, dois dos maiores cultivadores mundiais de AGM, têm liberado esses produtos para consumo, é fruto do lobby político e econômico e não condiz com os critérios científicos de biossegurança. Outros estudos têm apontado uma série de problemas para o ser humano e para o meio ambiente que podem derivar do cultivo e consumo dos AGM, como reações alérgicas, intoxicações, formação de tumores, declínio da biodiversidade, contaminação genética e vários outros.
Essa tecnologia é muito recente, o conhecimento científico sobre seus riscos ainda é fragmentário e insuficiente, e os estudos que negam efeitos daninhos em geral são produzidos pelas próprias companhias de biotecnologia num contexto de conflito de interesses, ou são de curto prazo, produzindo resultados pouco confiáveis ou de valor bastante limitado. Vários organismos nacionais e internacionais apresentam os AGM como portadores de um risco à saúde não significativamente diferente dos cultivos tradicionais, mas eles têm sido contestados amplamente, outros organismos equivalentes recomendaram mais cautela e mais pesquisas ou impuseram restrições, a polêmica em torno do assunto permanece grande e ainda restam muitas dúvidas não respondidas.

## História

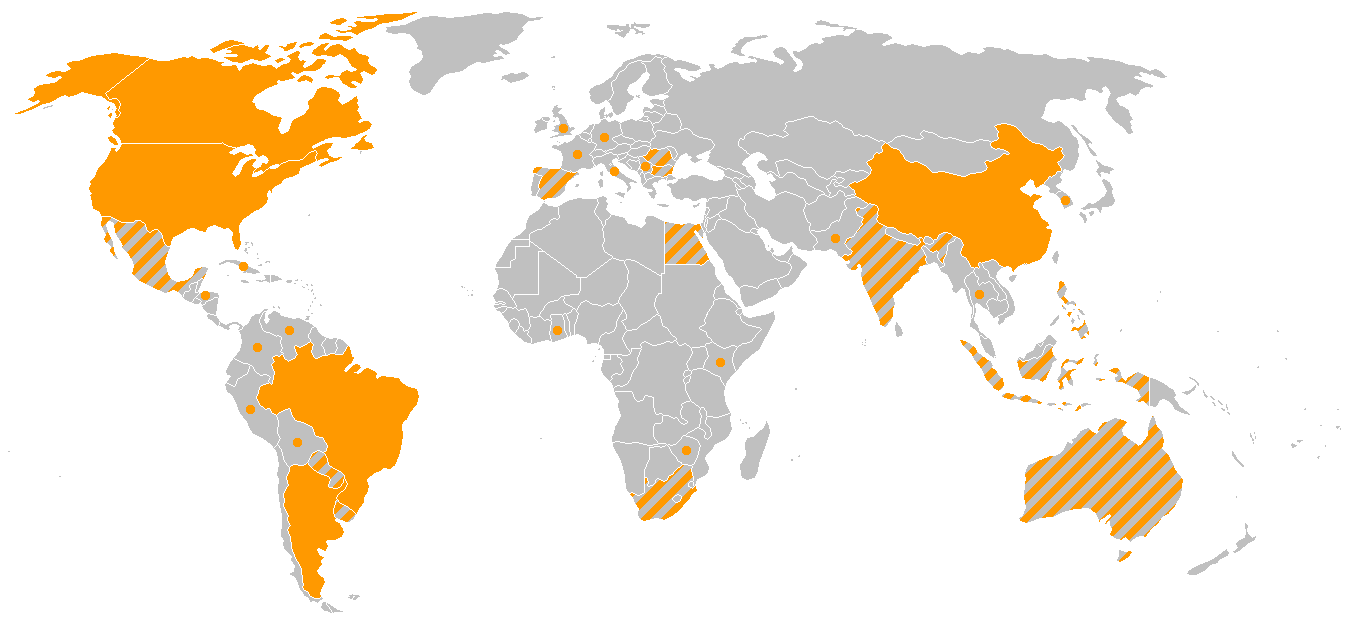
Distribuição global dos cultivos transgênicos em 2005. Os cinco países coloridos em laranja cheio concentravam cerca de 95% de todos os cultivos.

Em 1946, os cientistas descobriram pela primeira vez que o DNA pode ser transferido entre organismos. No princípio da década de 1990, a quimosina recombinante foi aprovada para uso em diversos países, substituindo o coalho na fabricação de queijo. Em 1994, o tomate transgênico Flavr Savr foi aprovado pela FDA (Food and Drug Administration) para comercialização nos EUA. A modificação proporcionou um retardo na maturação do tomate após o seu colhimento. A venda dos alimentos geneticamente modificados começou em 1994, quando a empresa Calgene (hoje posse da Monsanto) comercializou pela primeira vez seu Flavr Savr. Nos Estados Unidos, durante o ano de 1995, as seguintes culturas transgênicas receberam aprovação para serem comercializadas: canola com a composição do óleo modificada (Calgene), Bacillus thuringiensis (Bt), milho (Ciba-Geigy), algodão resistente ao herbicida Bromoxynil (Calgene), algodão Bt (Monsanto), batata Bt (Monsanto), soja resistente ao herbicida glifosato (Monsanto), abóbora resistente a vírus (Monsanto-Asgrow).
Em 2000, com a criação do Arroz-dourado, os cientistas, pela primeira vez, obtiveram êxito em modificar geneticamente um alimento com a finalidade aumentar seu valor nutritivo. Em 2011, os EUA lideraram uma lista, com diversos países, na produção de culturas geneticamente modificadas, e 25 culturas geneticamente modificadas receberam aprovação para cultivação comercial. Em 2013, cerca de 85% do milho, 91% da soja e 88% do algodão produzidos nos Estados Unidos eram geneticamente modificados. Até hoje, a maioria das modificações genéticas nos alimentos tem priorizado as culturas mais lucrativas e que estão em alta demanda por parte dos agriculturas, tais como soja, milho, canola e óleo de algodão. Essas culturas tem sido projetadas para resistirem a agente patogénicos e herbicida e para apresentar melhores perfis nutricionais. Modificações genéticas aplicadas à pecuária também tem sido desenvolvida, embora, até novembro de 2013, nenhum produto estivesse disponível no mercado.

## Métodos

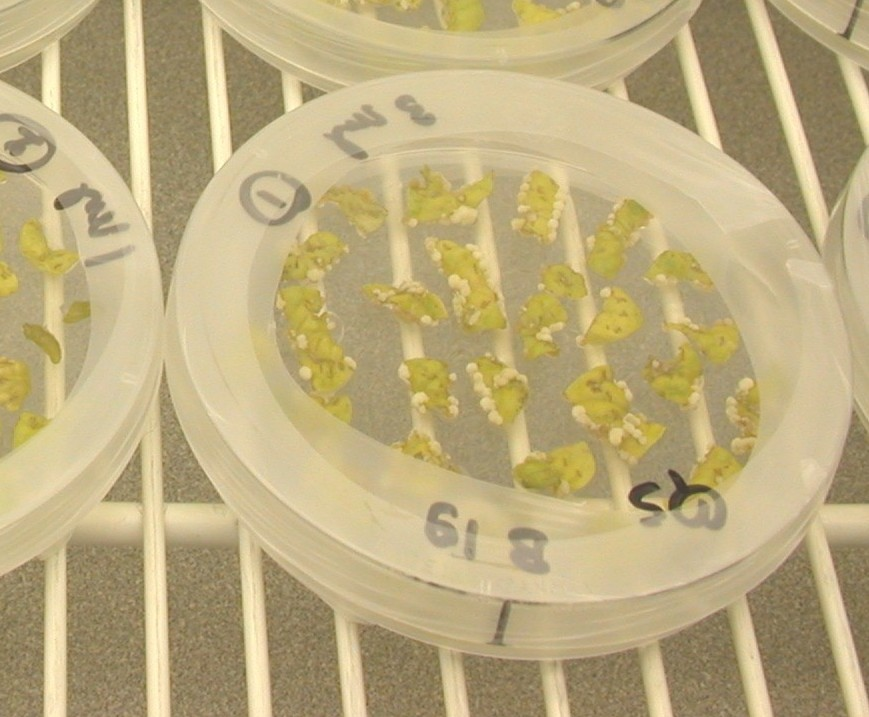
Plantas sendo transformadas através da ação das agrobactérias.

Há várias maneiras de realizar a manipulação genética. A biolística insere diretamente genes escolhidos em uma célula através de uma "pistola de DNA", que projeta microesferas de metais cobertas por frações de DNA, o qual vai ser incorporado ao material genético da célula-alvo. A eletroporação aplica um campo eléctrico nas células, de modo a aumentar a permeabilidade da membrana celular, permitindo que produtos químicos, medicamentos ou DNA possam ser introduzidos. A microinjeção insere genes nas células através de uma agulha. As agrobactérias são parasitas de plantas que possuem a capacidade de transferir naturalmente seus genes para as plantas parasitadas, num processo conhecido como transferência horizontal de genes; elas são modificadas para receber genes escolhidos, e os transferem para as células-alvo. O sistema CRISPR/Cas usa fragmentos de RNA com capacidade de editar a sequência do DNA e introduzir alterações. Já o sistema TALEN usa proteínas que possuem capacidade de reconhecer nucleotídeos específicos e permitem a alteração específica de praticamente qualquer gene em uma ampla variedade de tipos de células e organismos.

## Critérios usados para avaliar a segurança dos AGM
O critério mais usado nas Américas para atestar a segurança alimentar dos AGM tem sido o da equivalência substancial (ES). Ele primeiro identifica o AGM e sua fonte, e em seguida compara-o com alimentos naturais equivalentes para verificar se tem as mesmas características e propriedades físicas, químicas e nutricionais dos produtos naturais (por exemplo, cor, textura, teor e composição de óleos, aminoácidos e outros compostos químicos), e avalia os efeitos do processamento e transformação do alimento bruto. Se o AGM se comporta como o alimento convencional, então é declarado "substancialmente equivalente", porque sua substância se mostra equivalente à do alimento natural, e em geral nesta etapa já é liberado para o consumo, com base na presunção de que características similares causarão efeitos similares no ser humano. Se surgem evidências de problemas ou riscos significativos, então é recomendada a realização de mais pesquisas para esclarecer as dúvidas, que em geral envolvem testes que avaliam sua potencial toxicidade e seu risco de causar doenças ou contaminação genética para o consumidor. Testes adicionais podem ser recomendados para avaliar impactos ambientais ou outros. A ES avalia o risco relativo, e não o risco absoluto.

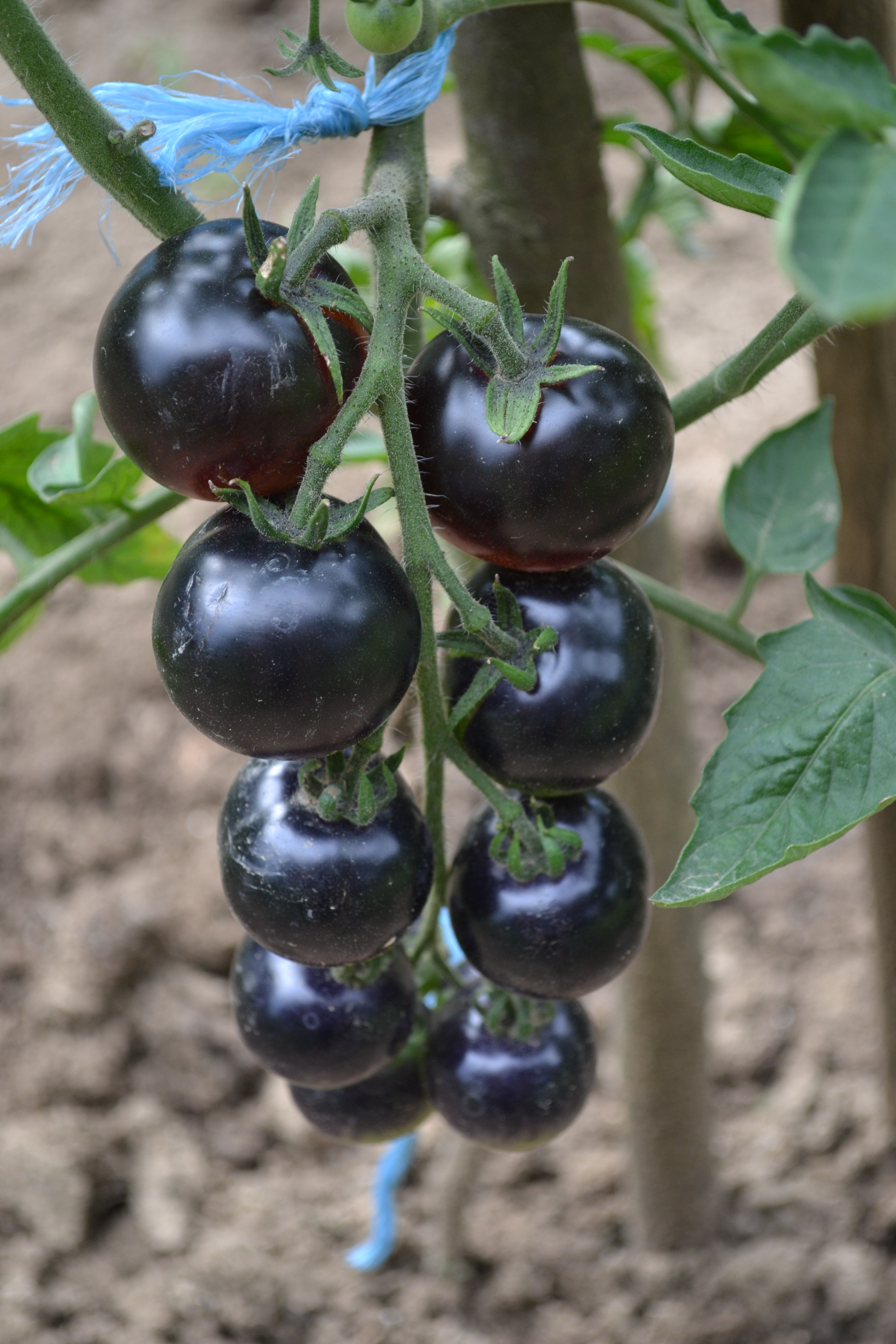
Tomate transgênico.

A ES foi definida pela primeira vez em 1993 pela Organização para a Cooperação e Desenvolvimento Econômico, e foi adotada em 1995 pela Organização Mundial de Saúde (OMS) como um parâmetro decisório na avaliação da segurança alimentar dos transgênicos. A Organização das Nações Unidas para Alimentação e Agricultura (FAO) declarou que o conceito foi elaborado por questões de praticidade, para contornar a impossibilidade de aplicação de testes toxicológicos convencionais em todos os alimentos, tendo também a vantagem de reduzir o número de cobaias usadas nos testes, mas embora considerando-o um parâmetro robusto e o melhor disponível no momento, reconheceu que seria recomendável um aperfeiçoamento e que ele tem recebido críticas. O conceito tem sido interpretado e aplicado de maneiras variadas nos diversos países, com mais ou menos rigor, muitas vezes a avaliação se limita às primeiras etapas, e isso tem dado margem a uma intensa controvérsia. Em vista disso tanto a FAO como a OMS retiraram o conceito de suas recomendações de segurança, e o Codex Alimentarius reconheceu sua fragilidade e recomendou uma revisão. Não obstante, depois de outra avaliação, em 2000 a FAO, em declaração conjunta com a OMS, voltou a afirmar que "no momento não há uma alternativa melhor para garantir a segurança dos AGM do que um uso adequado do conceito de equivalência substancial". A ES permanece como o principal parâmetro de segurança usado pelas agências reguladoras governamentais dos principais países produtores de AGM — onde se incluem os Estados Unidos, Brasil, Canadá, Argentina, Chile e Austrália — bem como pelas suas principais associações científicas. O mesmo conceito permanece usado por grande parte da bibliografia sobre segurança alimentar, mas suas interpretações e aplicações metodológicas são muito variadas, aumentando a controvérsia.
Além disso, seus críticos consideram a ES um conceito muito limitado, simplista, mal-definido, imediatista e de certa forma pseudocientífico, avaliando centralmente os efeitos do consumo a curto prazo (em geral as análises são feitas para períodos de 90 dias), mas não avaliando riscos de longo prazo, ignorando o princípio da precaução, e não levando em conta aspectos paralelos indissociavelmente vinculados à produção dos AGM, onde se incluem efeitos sobre o meio ambiente, sobre os sistemas de produção agrícola, sobre as comunidades produtoras, a sociedade em geral, a cultura, a economia e o mercado. A Royal Society do Canadá fez uma avaliação do conceito e sua aplicação e concluiu que restringir as avaliações às primeiras etapas da ES, como tem ocorrido muitas vezes, e usar esse nível mínimo como justificativa suficiente para isentar os AGM de uma avaliação científica rigorosa e completa "é uma atitude cientificamente injustificável e inconsistente com as regulamentações de precaução sobre a tecnologia".
A equivalência substancial também é criticada como sofrendo influência de ideologias políticas, jurídicas e mercadológicas. Na avaliação de Millstone, Brunner & Mayer em artigo na revista Nature, "a equivalência substancial é um conceito pseudocientífico porque é um julgamento comercial e político mascarado de científico. Ele é, além disso, inerentemente anticientífico, porque foi criado primeiramente para fornecer uma desculpa para não se requererem testes bioquímicos e toxicológicos. Ele ainda serve para desencorajar e inibir pesquisas científicas potencialmente informativas". Segundo Victor Pelaez, "os defensores dos OGMs — tanto as empresas produtoras quanto grande parte da comunidade científica e das agências reguladoras — justificam a produção e a rápida liberação desses produtos baseados em três normas fundamentais: o malthusianismo, o positivismo e o liberalismo. [...] A avaliação tecnológica proposta pelos especialistas e pela maioria das agências reguladoras é baseada em uma análise do tipo risco-benefício, limita a discussão a uma análise quantitativa e probabilista de controle dos riscos previamente estabelecidos. Os impactos socioeconômicos da adoção da nova tecnologia — como a perda de autonomia dos agricultores na reprodução de seu material vegetal — são descartados na medida em que se presume que a avaliação do risco deve ser politicamente neutra". Para Nodari & Guerra, a ES "pode ser útil à indústria, mas é inaceitável do ponto de vista do consumidor e da saúde pública. [...] Esta estratégia baseada na ES foi introduzida para evitar que as indústrias tivessem custos maiores com testes de longa duração, como na área farmacológica. Quando se utiliza a ES, nenhum teste é requerido para excluir a presença de toxinas prejudiciais, carcinogênicas e mutagênicas. Este princípio da ES é equivocado, carece de base científica e deveria ser abandonado em favor de testes biológicos, toxicológicos e imunológicos mais aprofundados e eficazes".
Já a União Europeia prefere o princípio da precaução, e por isso a aprovação dos AGM em seu território tem sido mais difícil. Esse princípio estabelece que na ausência de um sólido consenso a respeito de uma questão, se na ação pretendida há risco de eventualmente serem produzidos efeitos nefastos ou irrecuperáveis, a ação deve ser evitada. O princípio implica uma postura de responsabilidade social dos agentes no sentido de anteciparem e evitarem um possível prejuízo à população ou ao ambiente. Na sua formulação rigorosa, o princípio da precaução só pode ser relaxado quando for conseguida prova robusta de que nenhum mal será produzido. Ele foi adotado em larga escala primeiro na Carta Mundial da Natureza de 1982 das Nações Unidas, e mais tarde estendido a outras regulamentações transnacionais, como o Protocolo de Montreal, a Declaração do Rio sobre Meio Ambiente e Desenvolvimento, e o Protocolo de Cartagena sobre Biossegurança, estabelecido no âmbito da Convenção sobre Diversidade Biológica. Nas palavras de Camara et al., "em síntese, na discussão sobre os alimentos transgênicos a equivalência substancial se contrapõe ao princípio da precaução, pois enquanto a primeira evita a identificação de riscos e não leva em conta as incertezas científicas, o segundo preconiza essencialmente o contrário". Contudo, também este princípio tem sido criticado como impreciso, tem sido interpretado de variadas maneiras e há muitas divergências a respeito de quando ele deve ser invocado e sobre que nível de solidez e certeza deve ser exigido das provas de segurança. Para alguns críticos, sua formulação rigorosa representa na prática um impedimento quase total a qualquer inovação, uma vez que é improvável que em qualquer campo científico sejam conseguidas certezas absolutas. A formulação rigorosa também é criticada como irrealista, considerando que riscos são parte inerente da vida.

## Posicionamentos favoráveis
Organismos oficiais e importantes associações científicas — entre eles a Associação Americana para o Avanço da Ciência, a Associação Médica Americana, a FAO e a OMS — deram declarações favoráveis sobre os alimentos geneticamente modificados, alegando que até agora seu consumo não demonstrou representar um risco à saúde humana maior do que os alimentos naturais. Uma grande série de estudos isolados, bem como várias revisões da literatura, sustentam a mesma posição.
A Associação Médica Americana, por exemplo, assim se expressou a respeito da questão em seu parecer favorável: "Os alimentos transgênicos têm sido consumidos por cerca de 20 anos, e neste período, não foram relatadas e/ou confirmadas consequências observáveis sobre a saúde humana na literatura sujeita à revisão por pares". A Organização Mundial de Saúde se manifestou de forma semelhante: "Os AGM atualmente disponíveis no mercado internacional passaram por avaliações de segurança e não é provável que representem riscos para a saúde humana. Além disso, não foram demonstrados efeitos para a saúde resultantes do consumo desses alimentos na população em geral dos países em que foram aprovados". A OMS também enfatizou que muitos alimentos convencionais podem ser nocivos para a saúde de algumas pessoas ou grupos  por uma variedade de razões, entre elas uma sensibilidade especial a certas substâncias químicas presentes em sua composição, produzindo por exemplo alergias e efeitos tóxicos que não são observados no restante da população, mas que a ocorrência desses casos não invalida o conceito de que tais alimentos são considerados seguros de uma maneira geral. A OMS também observou que alimentos convencionais usualmente não são testados laboratorialmente para pesquisar possíveis efeitos adversos, porque eles têm uma longa história de consumo genericamente seguro, ao passo que os AGM são testados. Um estudo conjunto do Instituto de Medicina e do Conselho Nacional de Pesquisa dos Estados Unidos declarou: "Ao contrário dos efeitos adversos para a saúde que são associados a alguns métodos de produção de alimentos tradicionais, efeitos negativos sérios semelhantes não foram identificados como resultado de técnicas de engenharia genética para a produção de alimentos. Isso pode ser explicado porque os organismos geneticamente modificados passam por extensos testes de composição para determinar que todas as suas características são desejáveis e para assegurar não tenham ocorrido mudanças não intencionais nos principais componentes do alimento".
Para a Embrapa, os AGM "contribuem significativamente para sustentar o aumento da demanda de produtividade por hectare", "a produção de transgênicos é uma atividade legal e legítima, regida por legislação específica e pautada por rígidos critérios de biossegurança", e os cultivos "buscam soluções sustentáveis para os desafios agrícolas e alimentares das gerações atuais e futuras, como: resistência a doenças e pragas, tolerâncias a estresses climáticos, entre muitas outras características de interesse agronômico". Segundo Izabela Mendes Carvalho, diretora do Serviço de Monitoramento em Biossegurança de Organismos Geneticamente Modificados do Ministério da Agricultura, "a biotecnologia é uma importante ferramenta no melhoramento genético. Sua importância será cada vez maior, considerando os grandes desafios que os países vão enfrentar com as mudanças climáticas e a necessidade de produzir quantidades cada vez maiores de alimentos".
Para muitos esse conjunto de posicionamentos, que incluem fontes de grande prestígio, é uma evidência de que a segurança dos AGM para o consumo humano tornou-se um consenso na comunidade científica. Uma revisão do assunto de 2011 resumiu a questão: "Há um amplo consenso científico de que AGM hoje disponíveis no mercado são seguros para consumo. Depois de 14 anos de cultivo e um total de 2 bilhões de acres plantados, nenhum efeito adverso para a saúde ou para o ambiente resultou da comercialização de AGM.Ver nota: Tanto o Conselho Nacional de Pesquisa dos Estados Unidos como o Centro Comum de Pesquisa (o laboratório e centro de pesquisa da União Europeia e parte integral da Comissão Europeia) concluíram que há um extenso corpo de conhecimento que avalia adequadamente a questão da segurança para consumo dos AGM.Ver nota: Estes e outros relatórios recentes concluem que o processo de engenharia genética e o de cultivo tradicional não são diferentes em termos de consequências imprevistas para a saúde humana e o ambiente".
Entre os alegados benefícios dos AGM estão a redução dos custos de produção, do uso de água, da erosão do solo, da emissão de gases estufa, do desmatamento e do uso de agrotóxicos; aumento da lucratividade; a possibilidade de criar de culturas mais nutritivas, mais resistentes a pragas e a ambientes adversos, e com propriedades medicinais, além de potencialmente trazerem alívio para os problemas da fome e da pobreza.

## Contestações e conflitos de interesses
Muitos organismos e estudos, ao mesmo tempo que se posicionam favoravelmente sobre a segurança dos AGM, reconhecem a existência pelo menos de algum grau de controvérsia e incerteza, reconhecem que há ou pode haver riscos desconhecidos, mal avaliados ou imprevistos, e enfatizam a escassez de informação sobre vários aspectos e a necessidade de mais estudos. No primeiro testemunho citado antes, da AMA, acrescenta-se que "existe um pequeno potencial de consequências adversas. Esse potencial está centrado na transferência horizontal de genes, na capacidade de causar reações alérgicas e na toxicidade". No segundo, da OMS, foi reconhecido um potencial para riscos, os principais sendo reações alérgicas, transferência de genes e outcrossing (migração de genes de cultivos transgênicos para cultivos convencionais ou para espécies selvagens relacionadas). Também foi reconhecida a possibilidade de efeitos nocivos para o ambiente e a biodiversidade, e a possibilidade de provocar um uso aumentado de agrotóxicos, além de mencionar a persistência de uma polêmica em muitas partes do mundo sobre variados aspectos, muitas vezes por fatores alheios à ciência, como tradições locais resistentes a inovações e desinformação do público. Uma revisão bibliográfica de 2013 afirmou:
"É necessário concordar que há muitas opiniões referindo uma escassez de dados sobre os possíveis riscos para a saúde dos AGM, mesmo que eles devam ser testados e aprovados antes de sua introdução. Embora seja alegado que as pequenas diferenças entre os AGM e os alimentos convencionais têm pequena significância biológica, opina-se que a relação entre a maior parte dos AGM e seus similares naturais cai fora da definição de equivalência substancial. De qualquer modo, precisamos de novos métodos e conceitos para pesquisar as diferenças composicionais, nutricionais, toxicológicas e metabólicas entre os AGM e os alimentos convencionais e a segurança das técnicas genéticas usadas no desenvolvimento de AGM se queremos colocar essa tecnologia sobre fundamentos científicos adequados e dissipar os temores do público em geral".
Muitos estudos favoráveis ao AGM foram questionados como falhos, insuficientes, artificiosos e/ou comprometidos com as indústrias. Declarações favoráveis de instituições prestigiadas como a Associação Americana para o Avanço da Ciência, a Academia Nacional de Ciências dos Estados Unidos e a Royal Society do Reino Unido também foram criticadas como falhas, insubstanciais ou distorcidas, ou apresentando conflitos de interesse. A declaração de segurança dos AGM para consumo humano feita pela Organização Mundial de Saúde foi criticada por Jean Marc von der Weid, membro do Conselho Nacional de Desenvolvimento Rural Sustentável, alegando fraqueza dos critérios usados, conflitos de interesse e omissão de evidências negativas apresentadas na bibliografia que ela mesma citou. A Soil Association do Reino Unido assim se manifestou sobre um documento da Royal Society:
Este documento da Royal Society sobre AGM, como todos os outros que ela publicou nos últimos 20 anos, se posiciona a favor dos AGM. Todos sabem que existe pelo menos algum grau de controvérsia científica e de discordância a respeito das evidências relativas aos AGM. Nada disso é mencionado no documento. Isso não surpreende, uma vez que nenhum cientista que tenha expressado ceticismo consistente sobre as implicações da tecnologia de modificação genética para a agricultura foi incluído entre os autores. A pesquisa científica normalmente procede através da discussão aberta sobre as discordâncias em torno das evidências — o envolvimento da Royal Society tem sido consistentemente unilateral, ignorando cientistas que tenham visões divergentes, e negligenciando os fatos que não se encaixam nas visões dos apoiadores dos AGM".
Na análise da ONG Food & Water Watch dos Estados Unidos, que escrutiniza a responsabilidade social de governos e instituições a respeito da água e alimentos, "os corpos científicos que supostamente apoiam um 'consenso' a respeito da segurança dos AGM são poucos em número e de modo algum representam toda a comunidade científica. Esses corpos não assinaram nenhuma 'declaração de consenso', e na maior parte dos casos sequer estabeleceram políticas oficiais a respeito. As campanhas que alegam a existência de um consenso largamente citam erroneamente ou representam mal esses corpos científicos fazendo-os parecer que são parte de um consenso sobre a segurança dos AGM". Várias outras fontes afirmam que não existe consenso em torno da segurança dos AGM. Um artigo de Angelika Hilbeck et al. de 2015 afirma que "uma larga comunidade de pesquisadores e acadêmicos independentes tem questionado as alegações de que existe um consenso sobre a segurança dos AGM. Nesta declaração conjunta [o artigo foi ratificado por mais de 300 especialistas], demonstramos que o alegado consenso é uma construção artificial que tem sido falsamente perpetuada por diversos meios. Ignorando as evidências contraditórias da literatura de referência, as alegações de que hoje chegou-se a um consenso continuam a ser vasta e acriticamente divulgadas. Ao longo de décadas a segurança dos AGM tem sido um tópico extremamente controverso em todo o mundo. Os resultados publicados são contraditórios, em parte porque são empregadas metodologias diferentes, ou porque os procedimentos são inadequados, ou porque os dados são analisados e interpretados de maneiras diferentes". Um artigo de 2015 analisou as revisões bibliográficas sobre efeitos na saúde publicadas entre 2008 e 2014, encontrou metodologias discrepantes e resultados mistos, e o autor afirmou que "não se pode ler essas revisões sistemáticas e concluir que a ciência sobre os efeitos de saúde dos AGM está resolvida na comunidade científica. [...] Eu havia começado este artigo com testemunhos de cientistas respeitados de que literalmente não há controvérsia científica sobre os efeitos na saúde dos AGM. Minha investigação da literatura científica conta uma outra história".

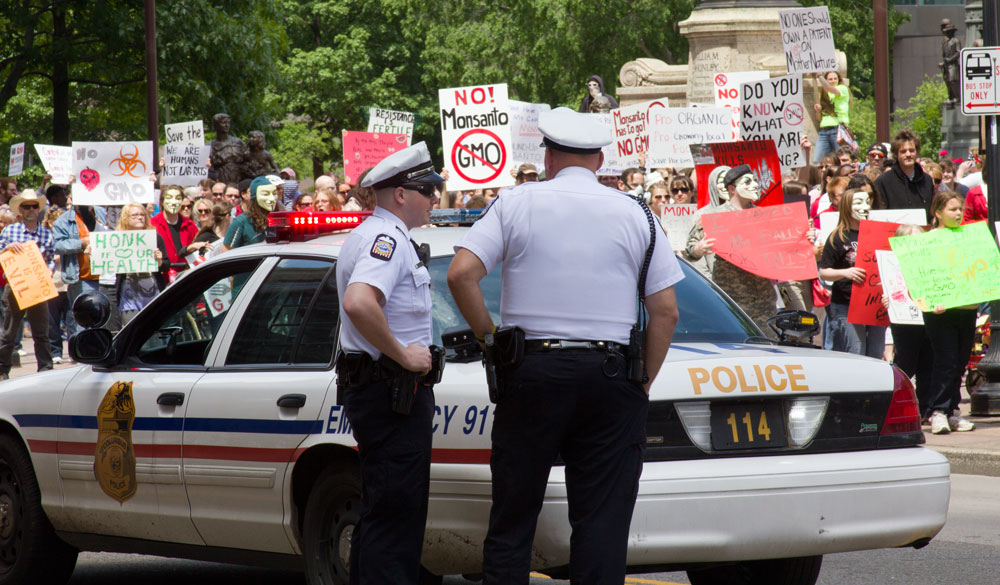
Protesto nos Estados Unidos contra o uso de sementes transgênicas e contra a Monsanto, uma das maiores empresas de bioengenharia.

É assinalado ainda que uma grande proporção dos estudos são produzidos pelas próprias empresas interessadas na liberação dos seus produtos, criando uma situação de conflito de interesses que é sistematicamente negada, ignorada ou minimizada pelas agências reguladoras governamentais e organizações internacionais. Até mesmo as grandes revisões da bibliografia sobre o assunto usam esses estudos para chegar às suas conclusões, embora algumas reconheçam que a autoria ou influência de partes interessadas é um fato. Assim, uma grande parte da bibliografia hoje disponível está sujeita a críticas de estar comprometida com os interesses das indústrias e governos, ou de não levar suficientemente a sério esses impedimentos, que em outros contextos são considerados inaceitáveis para um estudo ser considerado isento e confiável. Esses conflitos vêm sendo denunciados há décadas por uma variedade de agentes, incluindo pesquisadores, jornalistas, ativistas e funcionários de governos, mas poucos estudos foram publicados a respeito.
Uma revisão da bibliografia empreendida em 2016 por pesquisadores do Instituto Nacional de Pesquisa Agronômica da França, a primeira de grande escala em seu gênero, descobriu que de 672 artigos publicados entre 1991 e 2015, pelo menos 40% estavam em situação de conflito de interesses, e que isso se refletia diretamente nas conclusões de pelo menos 49% desses estudos. Contudo, esses conflitos foram declarados explicitamente em apenas 7% dos estudos. Além disso, os pesquisadores afirmaram na imprensa que os seus resultados representam apenas "a ponta do iceberg". Outras fontes também alegam que o comprometimento dos estudos financiados por empresas é generalizado e rotineiro. As agências reguladoras governamentais, como a Food and Drug Administration nos Estados Unidos, a Agência Europeia de Segurança Alimentar, um comitê do Reino Unido, e a Comissão Técnica Nacional de Biossegurança no Brasil, têm sido acusadas de falta de transparência em seus processos de aprovação, de escolher avaliadores despreparados, ou de serem negligentes no estabelecimento de normas fortes e consistentes, e todas essas agências receberam múltiplas críticas de manterem cumplicidade com as indústrias, o que tem gerado inúmeros protestos e mesmo ações judiciais. O mesmo problema afeta os legisladores, que têm criado políticas, regulamentações e leis sob a forte influência da indústria. Um artigo de Almeida Jr & Mattos assim descreveu a situação, que tem amplas ramificações:
"Uma parte muito significativa dos cientistas que pesquisam os transgênicos possui laços, nem sempre declarados, com a indústria de produtos GM, caracterizando conflitos de interesse. [...] Esse tipo de conflito de interesse também está presente em vários outros órgãos nacionais e internacionais. [...] A transformação dos transgênicos em uma realidade mercadológica envolve muito mais do que ciência. Ela depende de um Estado submisso aos interesses corporativos, de uma ciência disposta a se colocar como agente de propaganda, de universidades ávidas por dinheiro corporativo, de um sistema de ensino que forme profissionais incapazes de pensar alternativas de produção para além daquelas oferecidas pelas grandes corporações, de um sistema midiático de propaganda que possibilite subjugar efetivamente os cidadãos, transformando-os em meros consumidores, de uma ordem internacional fundada na violência etc."
Os problemas aumentam na medida em que as sementes transgênicas são protegidas por patentes de propriedade, e para a realização de pesquisas sobre seus efeitos é necessária autorização das companhias detentoras dos direitos. Analisado o caso, Deepa Arya disse que "os cientistas que trabalham com recursos governamentais já não são livres para conduzir pesquisas independentes com as sementes". Limitados desta forma, muitos cientistas passam a recorrer às próprias companhias para financiamento das pesquisas. As pesquisas financiadas pelas companhias geralmente são protegidas por sigilo, dificultando o acesso do público à informação.
No Brasil várias instâncias oficiais e científicas, bem como pesquisadores independentes, se posicionaram contra os transgênicos, citando a ausência de um consenso sólido que estabeleça definitivamente a sua segurança, conflitos de interesses e diversos danos e riscos. A 4ª Conferência Nacional de Segurança Alimentar e Nutricional de 2011 aprovou uma declaração conjunta dizendo que "estão suficientemente demonstrados os danos causados pelo modelo agrícola concentrador de terra, pela monocultura intensiva em agrotóxicos e os riscos da utilização dos transgênicos" Na Carta de Salvador, documento final do Encontro de Diálogos e Convergências de 2011, foi declarado que "o uso seguro dos agrotóxicos e transgênicos é um mito e um paradigma que precisa ser desconstruído". Em 2011 o Conselho Federal de Nutricionistas aprovou uma declaração oficial onde diz que "a conclusão apresentada por diversos pesquisadores independentes é que as metodologias atualmente empregadas levam a uma subestimação dos efeitos potenciais adversos sobre a saúde", que "o fato de que nesta década o Brasil alcançou simultaneamente a posição de segundo maior produtor de transgênicos e de maior consumidor mundial de agrotóxicos, torna evidente que a associação desses elementos impede seu tratamento em separado", e em 2016 reiterou a recomendação aos nutricionistas de que se abstenham de utilizar e recomendar produtos e alimentos transgênicos ou seus derivados, até que estudos independentes e conclusivos garantam sua inocuidade.
Reconhecendo a existência da controvérsia e de muitas incertezas em aspectos fundamentais, em 2013 o Conselho Nacional de Segurança Alimentar e Nutricional realizou um encontro de debates, resultando num documento entregue ao governo onde elencou uma série de riscos e problemas documentados associados ao seu cultivo e consumo, solicitou reformas na legislação e na estrutura agroeconômica brasileira e ressaltou a relação direta entre os AGM e o aumento sem precedentes no consumo de agrotóxicos no país. Também denunciou a existência de conflitos de interesse nos processos de aprovação de novos cultivos, observando que "os riscos da tecnologia não estão sendo considerados e o princípio da precaução é sistematicamente desrespeitado", e que "são cada vez mais raras as liberações planejadas que fornecem dados ambientais ou de saúde, limitando-se a maioria a gerar dados de eficiência e eficácia agronômica, que são úteis às empresas, mas de pouca ou nenhuma valia para os tomadores de decisão sobre biossegurança".
Um relatório do Instituto Brasileiro de Defesa do Consumidor produzido no âmbito do projeto internacional Consumer Organizations and the Cartagena Protocol on Biosafety: Protecting the Consumer’s Right to a Healthy Environment in the Developing World, afirmou:
"Muitos estudos e evidências relacionam os transgênicos a impactos em nossa saúde, no meio ambiente e na agricultura. A questão é tão grave que a Agência Nacional de Vigilância Sanitária (Ministério da Saúde) e o Ibama (Ministério do Meio Ambiente) foram contrários à decisão da CTNBio de liberar os milhos transgênicos Liberty Link, da Bayer; MON810, da Monsanto; e Bt 11, da Syngenta. Mas o Conselho de Ministros desconsiderou os argumentos técnicos dos órgãos do Ministério da Saúde e do Ministério do Meio Ambiente e apoiou a liberação dos milhos. [...] Além das associações com danos que já constam de pesquisas científicas, outros tantos estudos demonstram que os transgênicos estão sendo liberados sem que sejam previamente submetidos a rigorosas avaliações de risco. Em geral, as autorizações acontecem com base nas informações e estudos conduzidos pelas próprias empresas donas das invenções e, naturalmente, interessadas em sua aprovação".

## Outras objeções
Tem sido reconhecido que o uso de transgênicos possibilitou uma revolução agrícola, e sem dúvida movimentam um mercado multibilionário, mas se os alegados benefícios superam os riscos e desvantagens que têm sido apontados ainda é incerto. De acordo com um relatório do Conselho Nacional de Segurança Alimentar e Nutricional, as técnicas de transgenia têm progredido muito mais rápido do que a capacidade dos cientistas entenderem "suas próprias estruturas, meandros de funcionamento e implicações. O mesmo se diz em relação às condições de se identificar, prever e avaliar seus potenciais impactos". Também apontou as ameaças à segurança e à soberania alimentar representadas pelo controle dos cultivos por empresas estrangeiras. Têm crescido o número de estudos que apontam variados e concretos efeitos negativos dos alimentos modificados e seus métodos produtivos sobre a saúde ou o meio ambiente, e a controvérsia tem sido grande. Os opositores dos AGM citam questões de segurança, preocupações ambientais, aumento de intoxicações, reações alérgicas e outras doenças nos consumidores, como câncer e esterilidade, aumento na resistência a antibióticos, danos à biodiversidade, necessidade de maior uso de agrotóxicos, risco de surgimento de superpragas resistentes a todos os pesticidas, prejuízo aos pequenos produtores, e problemas econômicos, sociais e culturais. Os verdadeiros efeitos de tais alimentos sobre a saúde dos consumidores provavelmente só serão conhecidos daqui a muitos anos, e segundo Costa et al., "o maior problema na análise de risco de OGM é que seus efeitos não podem ser previstos na sua totalidade".

### Efeitos sobre a saúde e o ambiente

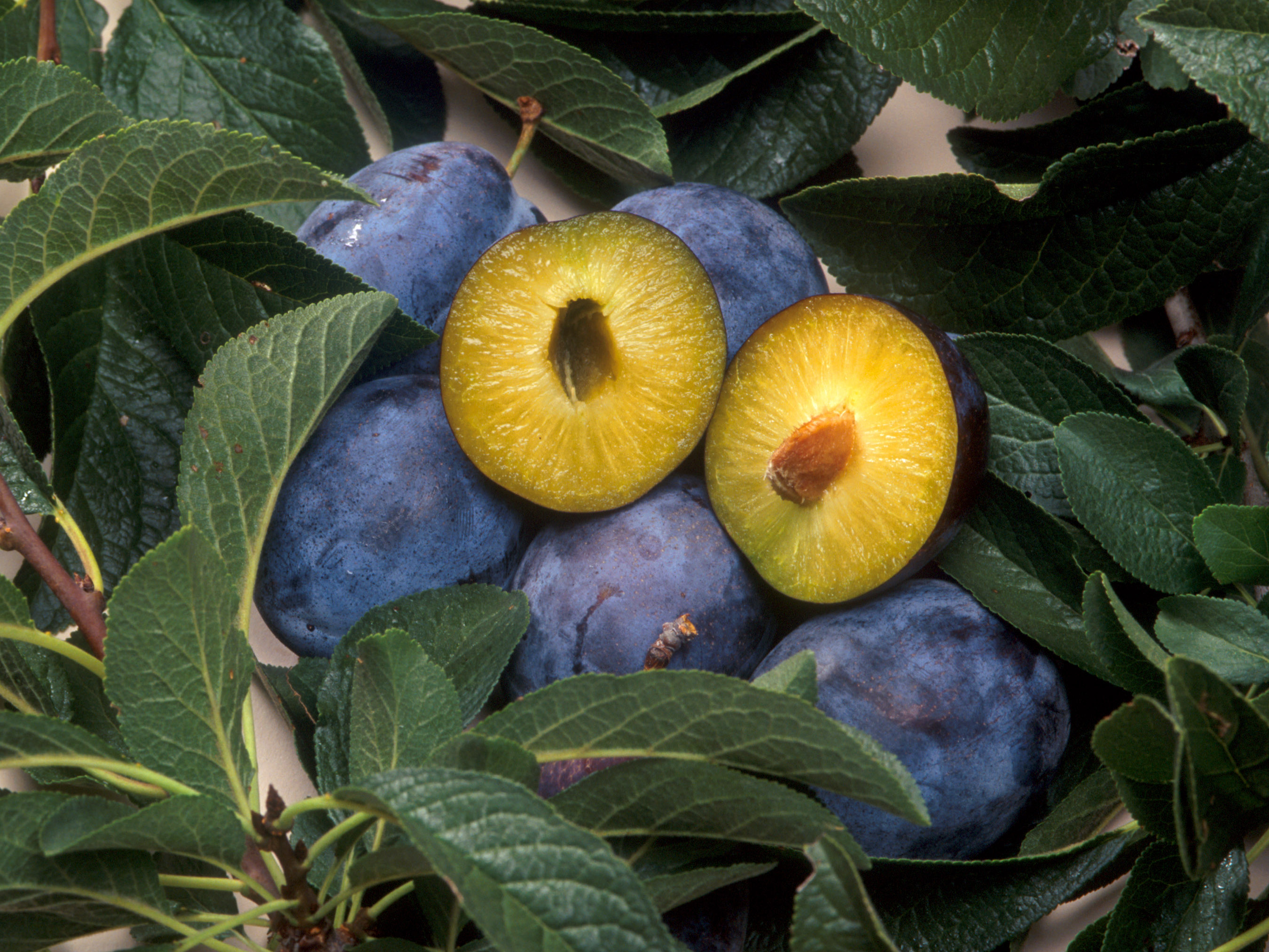
Ameixa transgênica.

Ao contrário do que diz a propaganda das empresas de biotecnologia, estudos recentes apontam que os custos de produção não são menores, que o uso de agrotóxicos não é menor, muitas vezes sendo maior, e que na maioria dos casos a produtividade não é maior do que no uso de sementes tradicionais, podendo ser até menor. Também foi apontado que algumas substâncias tóxicas penetram na corrente sanguínea dos consumidores, ao contrário da alegação das empresas de que elas são destruídas no estômago. Quase todos os países da Europa, bem como o Japão, têm imposto restrições aos produtos transgênicos. A FAO ultimamente tem recomendado cautela na liberação de alimentos geneticamente modificados, e não recomenda sua liberação sem estudos de impacto ambiental. José Tubino, representante da organização no Brasil, salientou que o problema da fome no mundo não se deve à escassez de alimentos, pois eles existem em quantidade suficiente, e sim à sua má distribuição, o que está ligado diretamente às desigualdades sociais.
No Brasil, um dos países que mais cultivam transgênicos, eles foram um dos principais responsáveis por colocarem o país no primeiro lugar do ranking mundial de uso de agrotóxicos, que são causa comprovada de múltiplos problemas humanos e ambientais. Já foram relatados muitos casos de desenvolvimento de resistência em pragas que deviam ser eliminadas pelas plantas transgênicas. Como resultado, o produtor fica obrigado a aumentar as doses de venenos. Como o uso de poucos tipos de sementes modificadas elimina a variedade genética dos cultivos tradicionais, as plantações transgênicas ficam mais vulneráveis a superpragas.
O Conselho Nacional de Segurança Alimentar e Nutricional alertou para o surgimento de doenças ligadas ao consumo de AGM, entre elas aumento de alergias e da resistência a antibióticos. Testes em animais realizados na Itália, França, Canadá e Estados Unidos têm apontado que as cobaias desenvolveram tumores, alergias, esterilidade, malformações fetais e alterações no sistema imunológico, além de terem uma taxa de mortalidade mais elevada, entre outros problemas. Estudos de longo prazo sobre a saúde e o ambiente e sobre efeitos crônicos são poucos, os testes de toxicidade em geral não são obrigatórios, e estudos de grande escala sobre os potenciais efeitos na população (estudos epidemiológicos) são virtualmente inexistentes. Muitos autores consideram essencial a realização de mais estudos para que se possa comprovar os danos relatados ou refutá-los definitivamente, ou para averiguar se os danos, mesmo se reais, são ou não significativos em termos estatísticos.

### Impactos sistêmicos
Umas poucas companhias detêm a propriedade de todos os principais transgênicos cultivados no mundo, e hoje exercem um poder determinante sobre as práticas agrícolas de vários países. Como as sementes são protegidas por patentes de propriedade, quando o agricultor colhe a safra, não pode usar as sementes produzidas para novos cultivos, nem pode comercializá-las com essa intenção, nem trocá-las ou doá-las, e precisa comprar sementes novas todos os anos, que em geral são mais caras que as sementes comuns, além de ser-lhe imposta uma taxa sobre a produção. Esse controle estrito das companhias ameaça a soberania alimentar dos países, favorece as grandes monoculturas exportadoras e a mecanização da lavoura, compete agressivamente com os sistemas convencionais e a agricultura familiar, que são voltados basicamente para o mercado interno, gerando consequências sociais e culturais negativas, entre as quais são apontadas o desemprego, aumento das desigualdades, êxodo rural, endividamento dos pequenos produtores e desintegração de modos de vida e saberes tradicionais.
Altieri & Rosset alegam que "os agricultores pobres e carentes de recursos sequer tiveram acesso às técnicas da Revolução Verde e a biotecnologia aumentará ainda mais sua marginalização, pois está sob o controle das corporações e protegida por patentes. Suas tecnologias são caras e inapropriadas às necessidades e à realidade dos pequenos agricultores". Segundo relatório da Associação Brasileira de Saúde Coletiva, "sabe-se que a transgenia trouxe mais dependência econômica, interferência cultural, insegurança alimentar e poluição genética. Esses são alguns dos impactos registrados por pesquisadores, povos indígenas, agricultores, representantes do Ministério do Meio Ambiente e por organizações não governamentais ambientalistas". O Conselho Nacional de Segurança Alimentar e Nutricional em outro documento afirmou que "os benefícios para os produtores que adotam a tecnologia estão distantes das promessas anunciadas pela indústria, mesmo em termos de produtividade e custos de produção. [...] O conjunto de evidências e publicações científicas hoje disponíveis credencia as preocupações levantadas há mais de duas décadas, por exemplo, a criação de novas pragas e o desenvolvimento de pragas mais resistentes, o impacto sobre espécies benéficas e sobre processos ecossistêmicos, e a geração de subprodutos ainda mais tóxicos que aqueles que lhes deram origem".

### Desinformação

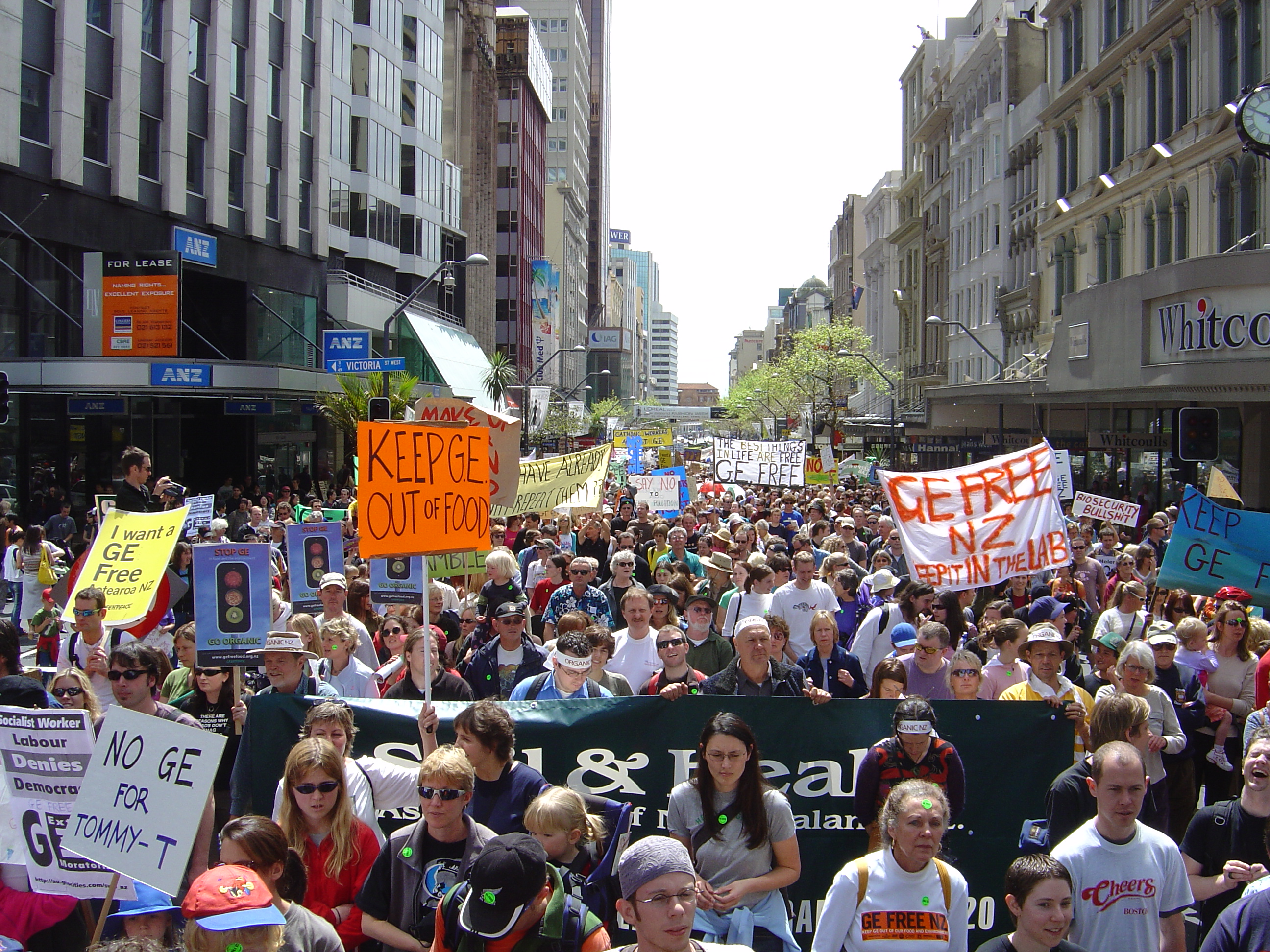
Protesto em Auckland, Nova Zelândia.

Uma distorção do conteúdo total das declarações de segurança de instâncias científicas, selecionando trechos mais convenientes para promover seus interesses e omitindo possíveis ressalvas, tipicamente embasa e caracteriza as fortes campanhas em favor dos AGM promovidas pela indústria e grupos de pressão. A imprensa geralmente tem enfatizado os benefícios econômicos dos transgênicos, e minimiza ou sequer aborda os impactos e riscos. Alega-se ainda que a decisão sobre o cultivo e consumo dos transgênicos cabe ao produtor e ao consumidor, mas eles tipicamente carecem de informação suficiente para formar uma opinião adequada, e são facilmente seduzidos pela intensa propaganda das corporações e grupos de lobby. O tema é também sujeito a muito sensacionalismo e a exageros, tanto a favor como contra os AGM, prejudicando o debate público. Segundo Maria Alice Garcia, bióloga e professora da Universidade Estadual de Campinas,
"A agressividade com que transgênicos têm sido propagandeados está diretamente relacionada ao fato de, no plano mercadológico de bens de consumo, os produtos da biotecnologia compõem um dos ramos mais promissores do capitalismo atual. [...] No Brasil, a mídia tem apresentado matérias sobre transgênicos, mas, na maioria das vezes, essas matérias expressam mais opiniões de grupos de interesse e não prestam esclarecimentos à população".
Apesar da grande desinformação do público em geral, muitos protestos populares contra os AGM têm sido organizados em vários países. Em 2012 a Monsanto, uma das principais empresas de biotecnologia, foi condenada no Brasil a pagar 500 mil reais por danos morais causados aos consumidores e por propaganda enganosa e abusiva. Uma carta aberta publicada em 2012 por mais de 800 cientistas de 82 países denunciou as exigências legais inconsistentes para a aprovação oficial dos produtos, que se satisfazem com estudos de curto prazo, escassos ou mal dirigidos, a frequente tendenciosidade da mídia na divulgação das supostas vantagens, citaram casos de assédio e censura contra cientistas que tentaram provar impactos negativos, e concluíram dizendo:
"Quando aqueles com algum interesse tentam semear dúvida insensata em torno de resultados inconvenientes, ou quando os governos exploram oportunidades políticas escolhendo ao seu gosto quais evidências científicas vão apresentar, comprometem a confiança pública nos métodos e instituições científicas, e também colocam seus próprios cidadãos em risco. Testes de segurança, regulações baseadas na ciência, e o próprio processo científico, dependem crucialmente de uma confiança amplamente difundida em um corpo de cientistas dedicados ao interesse público e à integridade profissional. Se em vez disso o ponto de partida de uma avaliação do produto é um processo de aprovação manipulado em favor do solicitante, baseado em uma supressão sistemática do trabalho de cientistas independentes atuando em nome do interesse público, então jamais poderá haver um debate honesto, racional ou científico".

## Rotulagem
Uma revisão de artigos nos três idiomas, inglês, português e espanhol buscou como o consumidor final, de supermercado, lida com produtos transgênicos, as pesquisas buscavam opiniões sobre a rotulagem, onde os participantes deveriam opinar se a mesma era suficiente e se implicam nas suas compras. Os resultados mostraram que a maioria dos consumidores não acha suficiente a rotulagem existente, desejando uma mais clara e que contenha ainda quantidades máximas seguras de consumo daquele determinado alimento. Além de concluírem estarem dispostos a pagar mais por alimentos não modificados, na grande maioria opta pelo mais barato que adere à tecnologia por não estar explícito.
Atualmente, tramita no Brasil o Projeto de lei LC 34/2015, que concede um retrocesso na rotulagem de alimentos transgênicos, retirando o triângulo amarelo com a letra T que era presente na embalagem dos produtos, mantendo, porém, a obrigatoriedade de acrescentar a informação de outra maneira no rótulo para aqueles que contenham 1% ou mais de transgênicos em sua composição.